# Stazione di Novoli
La stazione di Novoli è una stazione ferroviaria al servizio del comune di Novoli ed è posta sulla linea Martina Franca-Lecce. Costituisce inoltre la stazione iniziale della linea Novoli-Gagliano del Capo. Gestita dalle Ferrovie del Sud Est, è entrata in servizio nel 1907, assieme al tronco Lecce-Francavilla Fontana della linea Martina Franca-Lecce e al tronco Novoli-Nardò della linea Novoli-Gagliano del Capo.

## Servizi
La stazione dispone di:
- Biglietteria automatica
- Servizi igienici
- Area per l'attesa
- Accessibilità per portatori di handicap
- Parcheggio di scambio
- Capolinea autolinee extraurbane

## Strutture e impianti
La stazione presenta una emettitrice di biglietti ferroviari situate in prossimità del primo binario, uno schermo sul quale è possibile verificare gli orari di partenza dei treni in tempo reale, la sala d'attesa e servizi igienici.

## Movimento
La stazione è servita dai treni regionali svolti dalle Ferrovie del Sud Est nella relazione Martina Franca - Lecce della linea 2 e nella relazione Lecce - Gagliano Leuca della linea 3.
Attualmente, solo per quanto riguarda la linea 2, insieme al tratto Francavilla Fontana-Lecce, la stazione non serve alcun treno della suddetta relazione in quanto la linea è autosostituita per lavori di potenziamento.